# Ратрак
Ратра́к (снежный тягач, амер. snowcat) — специальное транспортное средство на гусеничном ходу, используемое для подготовки горнолыжных склонов и лыжных трасс. Также ратраки могут использоваться для транспортировки грузов, перевозки людей, а также при спасательных работах в соответствующей местности.

## [1]Устройство
В основе ратрака лежит конструкция трелёвочного трактора, адаптированная для работы в суровых зимних условиях. Самоходное шасси ратрака снабжено широкими гусеницами, шириной более метра. Такие широкие гусеницы дают хорошую устойчивость на крутых склонах и небольшое давление на снег, порядка 50-60 г/см² (5-6 кН/м²).
Ратраки изготавливаются из лёгких материалов, имеют утеплённую кабину и остекление с возможностью панорамного обзора, как правило, оборудованы отвалом бульдозерного типа, но могут иметь и другие конфигурации.

## Галерея
- Переднее и заднее крепление навесного оборудования.
- Ратрак с грузовой платформой.
- Ратрак со снежной пушкой.
- Характерный ребристый след на снегу (вельвет), оставляемый ратраком.

## История
Наименование «Ратрак» происходит от названия первой машины этого типа, продававшейся в Европе в 1960-е годы. Изначально это были американские машины фирм «Thiokol» и «LMC» и продаваемые под торговой маркой «Ratrac». В 1990-е годы конечная буква «с» была заменена на «k» и машина стала называться «Ratrak».

## Современное производство
Основными производителями этого вида техники являются итальянская компания «Prinoth», канадская компания «Bombardier», немецкая «Kässbohrer Geländefahrzeug AG», выпускающая ратраки под торговой маркой «PistenBully». В Северной Америке класс этих машин известен под названием «snow cat», в Европе чаще употребляется термин «piste machine» (машина для подготовки лыжной трассы). Ратраки могут использоваться не только для утрамбовки снега, но и для формирования различных профилей с помощью специального навесного оборудования.